# Ämterviks FF
Ämterviks FF (ÄFF) är en svensk fotbollsklubb från Västra Ämtervik i Värmland. Ämterviks Fotbollsförening grundades 1974.
Nya hemmaplanen Lövviksvallen invigdes 1990 med en match mot Degerfors IF.
Damlaget spelade säsongen 2018 i Division 1 Norra Götaland men tvingades på grund av spelarbrist dra sig ur serien. 2024 startade damlaget upp igen i division 4. Herrlaget spelade 2021 i division 4 men spelar säsongen 2024 i Division 5.

## Profiler
- Christian Wilhelmsson